# Echu Tirmcharna
Echu Tirmcharna mac Fergusso (m. ca. 556) fue un rey de Connacht de la dinastía Uí Briúin dentro de los Connachta. Genealogicamente es mencionado como bisnieto de Dauí Tenga Uma (m. 500) un rey anterior. No obstante, importantes estudiosos creen que las antiguas genealogías de los Uí Briúin fueron inventadas. Su lugar en las listas reales se sitúa ente el reinado de Ailill Inbanda (d. 549) y el de su hijo Áed mac Echach Tirmcharna (d. 575). Los Anales de Tigernach sencillamente le mencionan como rey en 556 y la ascensión de su hijo al trono en 557.